# Spring Training (Beverly Hills, 90210)
Spring Training is de twintigste aflevering van het eerste seizoen van het tienerdrama Beverly Hills, 90210, die voor het eerst werd uitgezonden op 25 april 1991.

## Verhaal
Brandon en Steve geven zich op voor een honkbalploeg voor kinderen, genaamd Little League. Hij krijgt te maken met een groep verwende en moeilijk behandelbare kinderen die spelen voor Nat. Brandon raakt steeds meer ingenomen met het spel en wil niets liever dan de kinderen zien winnen.
Ondertussen komt Jim bij van een hernia en krijgt hij te maken met Brenda, die dolgraag een hond wil. Hij ziet dit idee echter niet zitten, maar Brenda laat het er niet bij zitten.

## Rolverdeling
- Jason Priestley - Brandon Walsh
- Shannen Doherty - Brenda Walsh
- Jennie Garth - Kelly Taylor
- Ian Ziering - Steve Sanders
- Gabrielle Carteris - Andrea Zuckerman
- Luke Perry - Dylan McKay
- Brian Austin Green - David Silver
- Tori Spelling - Donna Martin
- Carol Potter - Cindy Walsh
- James Eckhouse - Jim Walsh
- Joe E. Tata - Nat Bussichio
- Norman Parker - Dave Franklin
- Davey Roberts - Noah
- Damion Stevens - Dave Franklin Jr.
- Paige Gosney - Corey